# 히라오카 히데오

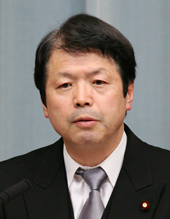
히라오카 히데오

히라오카 히데오(일본어: 平岡秀夫, 1954년 1월 14일 ~)는 일본의 정치인으로, 민주당 소속 중의원 의원이다. 노다 내각에서 법무대신을 맡고 있으며, 리베랄노카이 (リベラルの会)의 구성원이다.
내각법제국 참사관, 내각부 부대신 (간 내각), 총무성 부대신 (간 내각 (제1차 개조), 간 내각 (제2차 개조)) 을 지낸 바 있다.